# Howard Freeman
Pour les articles homonymes, voir Freeman.
Howard Freeman est un acteur américain, de son nom complet Howard Schoppe Freeman, né le 9 décembre 1899 à Helena (Montana), mort le 11 décembre 1967 à New York.

## Biographie
Howard Freeman débute au théâtre à Broadway en 1922 et y joue jusqu'en 1963, principalement dans des pièces, mais aussi quelques comédies musicales.
Sur le tard, il apparaît au cinéma, dans soixante-dix films, régulièrement entre 1942 et 1953 (parfois sans être crédité au générique), avant un dernier en 1965 (Chère Brigitte, avec James Stewart, Brigitte Bardot). Par ailleurs, unique expérience à ce titre, il est producteur d'un moyen métrage réalisé en 1954 (mais seulement sorti en 1965).
Pour la télévision, il participe à quelques séries entre 1951 et 1965.

## Filmographie partielle

### au cinéma
(comme acteur, sauf mention contraire)
- 1942 : Inflation de Cy Endfield (non crédité)
- 1943 : L'Amour travesti (Slighty Dangerous) de Wesley Ruggles
- 1943 : La Bête (Whistling in Brooklyn) de S. Sylvan Simon
- 1943 : Margin for Error d'Otto Preminger
- 1943 : Hitler's Madman de Douglas Sirk
- 1943 : L'Ange perdu (Lost Angel) de Roy Rowland
- 1943 : Madame Curie (titre original) de Mervyn LeRoy (non crédité)
- 1943 : Laurel et Hardy chefs d'îlot (Air Raid Wardens) d'Edward Sedgwick
- 1943 : Fou de girls (Girl Crazy) de Norman Taurog et Busby Berkeley
- 1943 : Et la vie continue (The Human Comedy) de Clarence Brown (non crédité)
- 1943 : Whistling in Brooklyn de S. Sylvan Simon
- 1944 : Meet the People de Charles Reisner
- 1944 : Les Saboteurs (Secret Command) de A. Edward Sutherland
- 1945 : La Chanson du souvenir (A Song to remember) de Charles Vidor
- 1945 : Penny cherche un père (That Night with You) de William A. Seiter
- 1945 : Le Prix du bonheur  (You Came Along) de John Farrow
- 1945 : Notre cher amour (This Love of Ours) de William Dieterle
- 1945 : Drôle d'histoire (Where do we go from here ?) de Gregory Ratoff
- 1946 : Le Dahlia bleu (The Blue Dahlia) de George Marshall
- 1946 : House of Horrors de Jean Yarbrough
- 1946 : Règlement de comptes à Abilene Town (Abilene Town) d'Edwin L. Marin
- 1946 : Nuit et Jour (Night and Day) de Michael Curtiz (non crédité)
- 1946 : Californie terre promise (California) de John Farrow
- 1946 : Le Joyeux Barbier (Monsieur Beaucaire) de George Marshall
- 1946 : Les Tueurs (The Killers) de Robert Siodmak (non crédité)
- 1947 : La Cité magique (Magic Town) de William A. Wellman
- 1947 : Éternel Tourment (Cass Timberlane) de George Sidney
- 1947 : La Longue Nuit (The Long Night) de Anatole Litvak
- 1948 : La Proie (Cry of the City) de Robert Siodmak (non crédité)
- 1948 : Le Bar aux illusions (The Time of your Life) de Henry C. Potter
- 1948 : Belle Jeunesse (Summer Holiday) de Rouben Mamoulian
- 1948 : Lettre d'une inconnue (Letter from an Unknown Woman) de Max Ophüls
- 1948 : The Girl from Manhattan  de Alfred E. Green
- 1948 : La Fosse aux serpents (The Snake Pit) d'Anatole Litvak
- 1948 : Up in Central Park de William A. Seiter
- 1948 : Broadway mon amour (Give My Regards to Broadway) de Lloyd Bacon : M. Waldron
- 1949 : Enquête à Chicago (Chicago Deadline) de Lewis Allen
- 1951 : Si l'on mariait papa (Here comes the Groom) de Frank Capra
- 1951 : Une veine de... (Double Dynamite) d'Irving Cummings
- 1952 : Le Cran d'arrêt (The Turning Point) de William Dieterle
- 1952 : La Première Sirène (Million Dollar Mermaid) de Mervyn LeRoy
- 1952 : Scaramouche de George Sidney
- 1953 : Le Pirate des sept mers (Raiders of the Seven Seas) de Sidney Salkow
- 1953 : Drôle de meurtre (Remains to be seen) de Don Weis
- 1965 : Bad Girls do cry de Sid Melton (comme producteur ; moyen métrage tourné en 1954, mais sorti onze ans plus tard)
- 1965 : Chère Brigitte (Dear Brigitte) de Henry Koster

### à la télévision (séries)
- 1959 : Johnny Staccato, épisode 9 Vole, chérie, vole ! (Fly, Baby, Fly !)
- 1963 : Route 66, épisode I wouldn't start from Here

## Théâtre (à Broadway)
(pièces, sauf mention contraire)
- 1922 : A Serpent's Tooth d'Arthur Richman, avec Leslie Howard
- 1925 : All Wet de Willis Maxwell Goodhue, avec Mary Duncan
- 1925 : Clouds de Helen Broun
- 1928 : Cock Robin de Philip Barry et Elmer Rice, avec Beulah Bondi
- 1929 : Skyrocket de Mark Reed, avec Humphrey Bogart, Mary Philips, Ian Wolfe
- 1937-1938 : The Star-Wagon de Maxwell Anderson, avec Russell Collins, Lillian Gish, Burgess Meredith, Mildred Natwick, Edmond O'Brien, Kent Smith
- 1938-1939 : Knickerbocker Holiday, comédie musicale, musique, orchestrations et arrangements de Kurt Weill, lyrics et livret de Maxwell Anderson, direction musicale de Maurice Abravanel, mise en scène de Joshua Logan, avec Walter Huston
- 1940 : The Unconquered d'Ayn Rand, mise en scène et production de George Abbott, avec John Emery, Dean Jagger
- 1940 : Liliom de Ferenc Molnár, adaptation de Benjamin Glazer, avec Ingrid Bergman, John Emery, Elia Kazan, Burgess Meredith
- 1940 : Love's Old Sweet Song de William Saroyan, musique de scène de Paul Bowles, avec Lloyd Gough, Arthur Hunnicutt, Walter Huston, Jessie Royce Landis
- 1940 : Suzanna and the Elder's de Lawrence Langner et Armina Marshall, avec Lloyd Bridges
- 1941 : Liberty Jones, comédie musicale, musique et lyrics de Paul Bowles, livret de Philip Barry, mise en scène de John Houseman, avec John Beal, Tom Ewell, Norman Lloyd
- 1941 : Five Alarm Waltz de Lucille S. Prumbs, avec Elia Kazan
- 1941-1942 : Cuckoos on the Hearth de Parker W. Fennelly, avec Percy Kilbride, Henry Levin, Carleton Young
- 1941-1942 : Sunny River, comédie musicale, musique de Sigmund Romberg, lyrics, livret et mise en scène d'Oscar Hammerstein II, costumes d'Irene Sharaff, avec Tom Ewell, Oscar Polk
- 1949 : Mr. Adam de Jack Kirkland, avec Elisabeth Fraser
- 1952 : Of Thee I Sing, comédie musicale, musique de George Gershwin, lyrics d'Ira Gershwin, livret et mise en scène de George S. Kaufman
- 1955-1957 : No Time for Sergeants d'Ira Levin, production de Maurice Evans, mise en scène de Morton DaCosta, avec Andy Griffith, Roddy McDowall (adaptée au cinéma en 1958)
- 1958-1959 : Make a Million de Norman Barasch et Carroll Moore
- 1963 : Hot Spot, comédie musicale, musique de Mary Rodgers, lyrics de Martin Charnin, livret de Jack Weinstock et Willie Gilbert, avec Judy Holliday